# El Gordo (kerstloterij)
El Gordo is de naam van een speciale, jaarlijkse kersttrekking of kerstloterij op 22 december van de Lotería Nacional, de Nationale Loterij van Spanje. Deze Spaanse kerstloterij wordt veelal El Gordo genoemd vanwege de uitzonderlijk grote jackpot. El Gordo betekent zoiets als De Dikke of De Vette. Het is de grootste en een van de oudste loterijen ter wereld.
De Lotería Nacional organiseert wekelijks loterijen in Spanje, El Gordo wordt ook wel Sorteo Extraordinario de Navidad (Bijzondere Kersttrekking), Sorteo de Navidad (Kersttrekking) of Lotería de Navidad (Kerstloterij) genoemd. Opvallend zijn de weeskinderen van het Colegio de San Ildefonso uit Madrid, die de winnende getallen en prijzen trekken, waarna ze deze zingend voorlezen.

## Geschiedenis
El Gordo wordt sinds 1812 door de Spaanse overheid georganiseerd. Algemeen wordt aangenomen dat de eerste trekking plaatsvond op 18 december 1812. Het duurde tot de trekking van 23 december 1892 voordat men de naam Sorteo de Navidad (Kersttrekking) ging gebruiken en vijf jaar later, in 1897, werd dit ook expliciet op de loten gedrukt.
Al bij de eerste trekking liet men de Niños de San Ildefonso (de weeskinderen van Colegio de San Ildefonso, de oudste school van Madrid) de nummers zingen die in die tijd op papier gedrukt waren. In 1913 ging men over op het huidige systeem, waarbij uit een grote trommel houten balletjes rollen met de nummers die in de trekking zitten.

## Loterijtrekking
De trekking begint op 22 december om 08.00 uur, wanneer het publiek de zaal mag binnenkomen, om 08.30 uur gevolgd door de installatie van de president en notaris. Onder het toeziend oog van alle aanwezigen worden de ballen, via een geautomatiseerd systeem, naar de tombola geleid, die op zijn beurt weer door de president verzegeld wordt. De eigenlijke trekking wordt gedaan door kinderen van het Colegio de San Ildefonso. Twee kinderen halen twee ballen uit twee buizen, die uit twee aparte tombola's komen, waarbij één kind uiteindelijk al zingend het nummer bekendmaakt en de ander het bedrag. De bedragen zijn in principe altijd 1.000 euro en af en toe komt er een balletje uit rollen met een hoofdbedrag, dat dan naar de tafel van de president en zijn team gebracht wordt en aan het publiek wordt getoond. De ballen worden daarna door de twee kinderen op twee paaltjes geplaatst en als deze vol zijn op de tafel van de notaris in een kistje gedaan. Wanneer dat kistje vol is, zijn er 200 ballen van een serie verzegeld en worden de twee kinderen vervangen door andere leerlingen van de school.
De uiteindelijke lijsten met winnaars worden samengesteld door een veertigtal anonieme personen, die via een geautomatiseerd systeem de winnaars en bijbehorende dorpen en steden op lijsten vermelden. Dit gebeurt 45 minuten nadat de laatste ballen zijn getrokken. Deze lijsten worden naar de Fábrica Nacional de Moneda y Timbre gebracht, de enige instantie die de lijsten mag afdrukken. Deze verspreidt de lijsten door Spanje en 's middags zijn de winnaars bekend.
De hele dag op 22 december zendt de Spaanse nationale tv-zender TVE de trekkingen uit en worden winnaars opgezocht en geïnterviewd. Het is een waar spektakel in Spanje. De rechtstreekse uitzending is ook te volgen via de nationale radio RNE en te bekijken via de website van TVE.

## Populariteit
El Gordo is bijzonder populair onder de Spanjaarden; ieder jaar doen dan ook veel Spanjaarden mee aan deze Spaanse kerstloterij. Sommige inwoners van kleine dorpen of straten in Spanje kopen vaak gezamenlijk een lot. De kerstloterij is net zo populair bij de Spanjaarden als Kerstmis zelf. Elk jaar tegen Kerstmis, in de aanloop naar deze jaarlijkse kerstloterij, neemt de spanning toe.

## Organisatie
De loten zijn verdeeld in series. Een lotnummer komt terug in elke serie. Loten kunnen weer zijn onderverdeeld in tienden, een tiende deel oftewel een décimo in het Spaans. El Gordo is een van de oudste loterijen ter wereld en heeft ook een van de grootste bedragen aan prijzengeld. De trekking gebeurt jaarlijks op 22 december en bij deze kerstloterij worden de meeste prijzen verdeeld in de Nationale Loterij van Spanje. Het beheer van de kerstloterij is in handen van S.L. Loterías Y Apuestas Del Estado.
De kerstloterij wordt net als alle andere loterijen van de Lotería Nacional georganiseerd door de Spaanse overheid. Prijzen worden belastingvrij uitgekeerd. Daarnaast wordt 70% van het prijzengeld uitgekeerd. De Spaanse overheid houdt jaarlijks zo'n 1 miljard euro aan de kerstloterij over. Deze opbrengst wordt besteed aan sociale, goede doelen.
De prijs van een heel lot in 2011 was 200 euro, de meesten kopen echter een décimo, een tiende lot voor 20 euro. Loten zijn al te koop vanaf eind juli bij verkooppunten en sinds 1996 ook op de website van de Nationale Loterij. Een voordeel van het bestellen van een lot op internet is, dat men zelf het lotnummer of eindcijfer kan bepalen. Deze website is gesteld in de Spaanse en Engelse taal en ook steeds meer buitenlanders doen mee.

## Prijzengeld
In 2011 werd voor ruim 2,5 miljard euro aan prijzengeld in El Gordo uitgekeerd. De hoofdprijs in 2011 viel in een klein dorpje, Grañén, in de provincie Huesca in Noord-Spanje. De inwoners met een winnend lot mochten 720 miljoen euro onderling verdelen. De 1.800 houders van het winnende lot 58268 wonnen ieder 400.000 euro.

## Andere trekkingen
- De Lotería Nacional organiseert diverse loterijen en trekkingen in Spanje.
- De Lotería Nacional organisteert naast de kerstloterij ieder jaar op 6 januari, met Driekoningen, een andere speciale loterijtrekking, namelijk El Niño (Het Kindje of Het Kleintje). Deze trekking wordt zo genoemd, omdat het prijzengeld vergeleken met El Gordo veel kleiner is.
- Ook organiseert de Lotería Nacional ieder jaar El Gordo De Verano (De Vette Van De Zomer), waarvan de loterijtrekking in de eerste week van juli plaatsvindt.